# Elisabeth Theurer
Elisabeth "Sissy" Theurer (Linz, 20 de setembro de 1956) é uma adestradora austríaca, campeã olímpica. 

## Carreira
Elisabeth Theurer representou seu país nos Jogos Olímpicos de 1980, 1984 e 1988, na qual conquistou a medalha de ouro no adestramento individual em 1980. 